# Freycinetia creaghi
Freycinetia creaghi är en enhjärtbladig växtart som beskrevs av William Botting Hemsley. Freycinetia creaghi ingår i släktet Freycinetia och familjen Pandanaceae. Inga underarter finns listade.